# Григоревский, Николай Константинович
Николай Константинович Григоревский (25 января 1925 — 8 декабря 1944) — гвардии сержант Рабоче-крестьянской Красной армии, участник Великой Отечественной войны, Герой Советского Союза (1945).

## Биография
Николай Григоревский родился 25 января 1925 года в Одессе в рабочей семье. Окончил семь классов школы. С октября 1941 по апрель 1944 года проживал в оккупации, занимался подпольной борьбой, расклеивал листовки, совершал мелкие диверсии. В апреле 1944 года после освобождения Одессы Григоревский был призван на службу в Рабоче-крестьянскую Красную армию. Участвовал в освобождении Молдавской ССР и Румынии. К декабрю 1944 года гвардии сержант Николай Григоревский командовал пулемётным расчётом 176-го гвардейского стрелкового полка (59-й гвардейской стрелковой дивизии, 37-го стрелкового корпуса, 46-й армии, 2-го Украинского фронта). Отличился во время освобождения Венгрии.
В начале декабря 1944 года батальон, в котором служил Григоревский, вышел к Дунаю к югу от Будапешта. В ночь с 3 на 4 декабря батальон приступил к форсированию реки. Григоревский одним из первых переправился на противоположный берег и открыл огонь по противнику из пулемёта. В том бою противник потерял около 100 солдат и офицеров. 7 декабря Григоревский с товарищами с ходу захватил господствующую высоту, оттеснив противника в населённый пункт Барачки. 8 декабря, когда погиб командир пулемётной роты и был ранен командир соседнего взвода, Григоревский заменив их собой, поднял бойцов в контратаку. Под натиском противник был вынужден отступить. Григоревский со своими бойцами захватил немецкую траншею, а затем отбил четыре контратаки. Во время последней из них Григоревский погиб.

## Награды
Указом Президиума Верховного Совета СССР от 24 марта 1945 года за «образцовое выполнение боевых заданий командования на фронте борьбы с немецкими захватчиками, успешное форсирование Дуная и проявленные при этом отвагу и геройство» гвардии сержант Николай Григоревский посмертно был удостоен высокого звания Героя Советского Союза. Также был награждён орденами Ленина и Славы 3-й степени. Навечно зачислен в списки личного состава воинской части.

## Память
В честь Григоревского названа школа № 74 в Одессе.